# Rómulo Betta
Rómulo Dante Betta Dané (* 20. März 1937 in Quillota) ist ein ehemaliger chilenischer Fußballspieler. Der Stürmer absolvierte fünf Länderspiele für Chiles Nationalmannschaft und erzielte dabei ein Tor.

## Karriere

### Verein
Rómulo Betta begann beim CD San Luis mit 12 Jahren als Verteidiger. 1955 schaffte er den Sprung in die erste Mannschaft unter Enrique Sorrel, der ihn als Stürmer einsetzte. Noch im ersten Jahr gelang Betta mit dem Klub die Meisterschaft der Segunda División und damit verbunden der Aufstieg in die Primera División. 1956 wechselte der Offensivakteur zu Everton, wo er mit acht Jahren die längste Zeit seiner Karriere spielte. Bei seiner nächsten Station, Universidad Católica, gewann Pollo, wie er auch genannt wurde, die Meisterschaft 1966. 1968 ging der Angreifer zu Unión La Calera und beendete seine Karriere 1973 in seiner Heimatstadt bei San Luis.

### Nationalmannschaft
Rómulo Betta debütierte im März 1961 unter Fernando Riera beim Freundschaftsspiel gegen Peru. Beim 5:2-Erfolg erzielte der Angreifer den zwischenzeitlichen 2:2-Ausgleich. Danach spielte er noch vier weitere Länderspiele bei regionalen Freundschaftsturnieren. Das letzte Länderspiel bestritt Betta im März 1963 in der Copa Juan Pinto Durán gegen Uruguay.

## Erfolge
San Luis
- Segdunda División: 1955

Universidad Católica
- Primera División: 1966